# Guettarda angelica
Guettarda angelica là một loài thực vật có hoa trong họ Thiến thảo. Loài này được Mart. ex Müll.Arg. mô tả khoa học đầu tiên năm 1875.